# La Espero

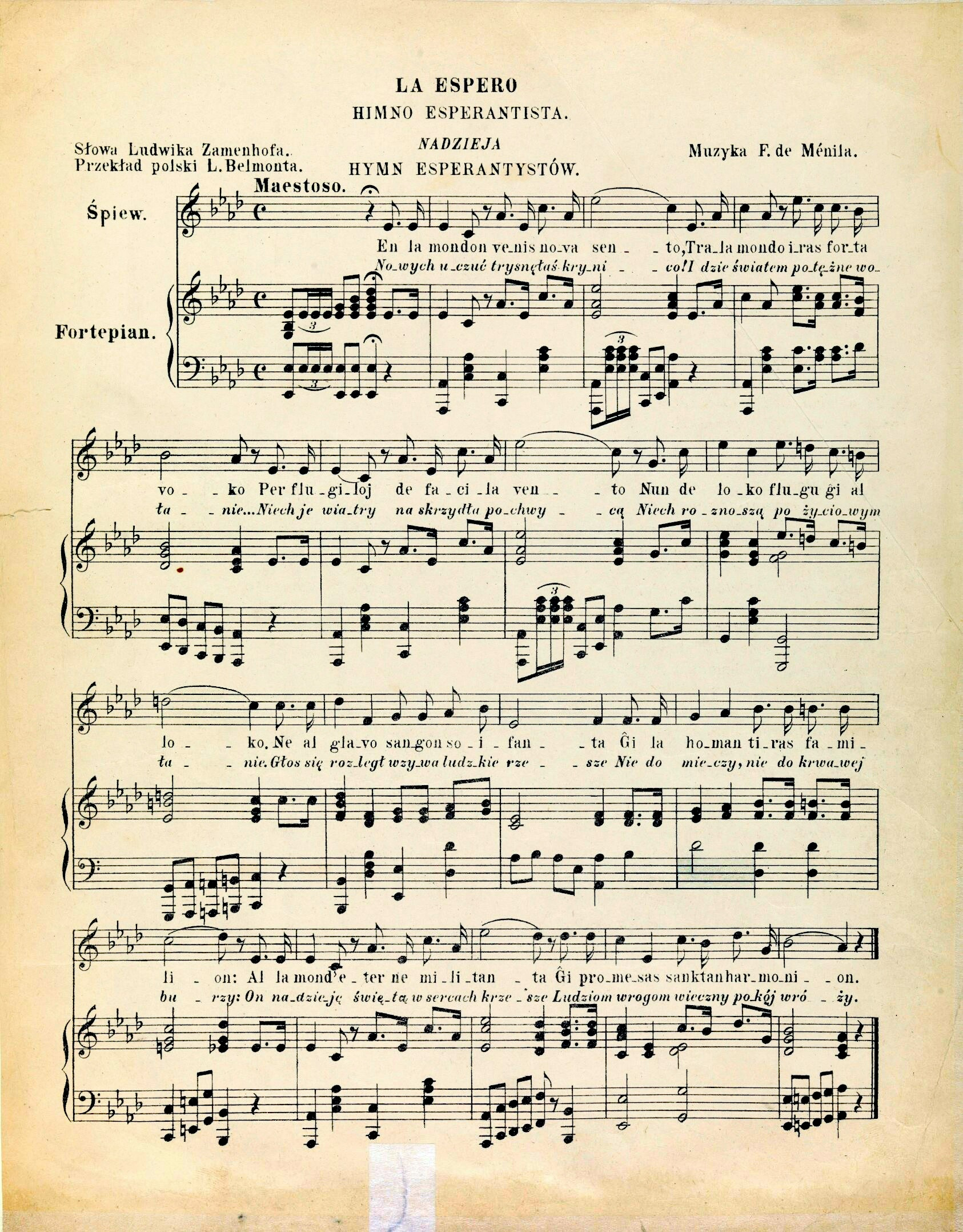
La Espero

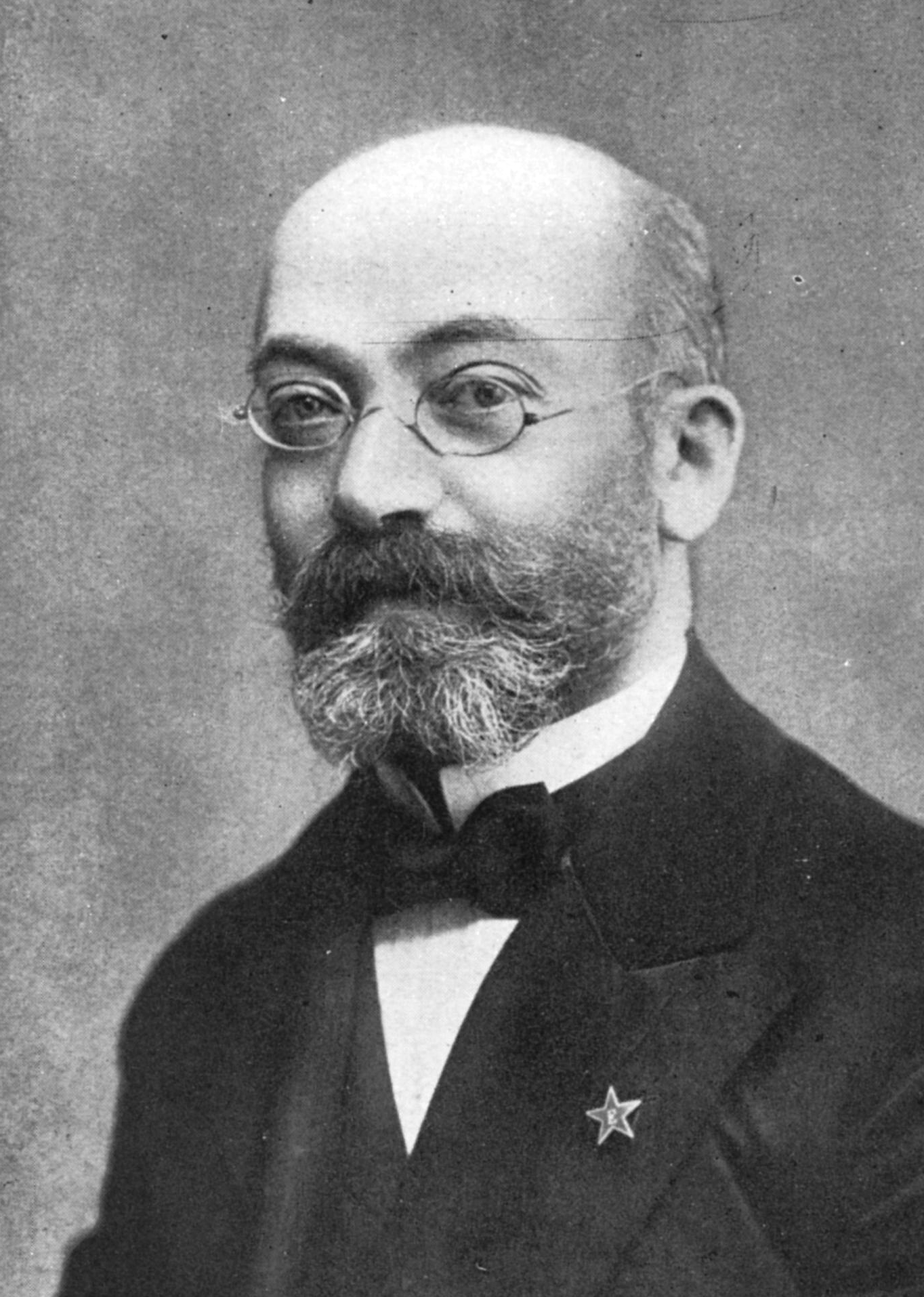
Ludwik Lejzer Zamenhof

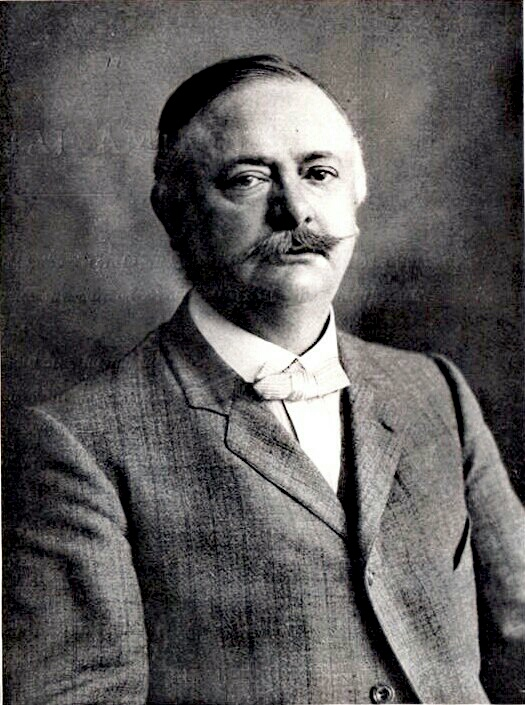
Félicien Menu de Ménil

La Espero ist die Hymne der Esperanto-Sprachgemeinschaft. Der Text wurde von Ludwik Lejzer Zamenhof verfasst und 1890 veröffentlicht. Gesungen wird der Text auf eine Melodie von Félicien Menu de Ménil. Die Musik selbst hat nie offiziellen Status erhalten. Ursprünglich wurde der Text zu einer Melodie des Schweden Claes Adolf Adelsköld aus dem Jahr 1891 gesungen. Weitere Versionen existieren von Achille Motteau aus Frankreich und dem polnischen Komponisten Andrzej Koszewski. 
Eine neue Melodie wurde 2013 von Olivia Irmengard Grassner und Fabian Sievers für die Gymnastik-Tournee „TUI Feuerwerk der Turnkunst – Esperanto“ erstellt, die vom Niedersächsischen Turner-Bund veranstaltet wurde.

## Text
| Original |
| --- |
| En la mondon venis nova sento, tra la mondo iras forta voko; per flugiloj de facila vento nun de loko flugu ĝi al loko.   |
| Ne al glavo sangon soifanta ĝi la homan tiras familion; al la mond’ eterne militanta ĝi promesas sanktan harmonion.       |
| Sub la sankta signo de l’ espero kolektiĝas pacaj batalantoj, Kaj rapide kreskas la afero per laboro de la esperantoj.    |
| Forte staras muroj de miljaroj inter la popoloj dividitaj; sed dissaltos la obstinaj baroj, per la sankta amo disbatitaj. |
| Sur neŭtrala lingva fundamento, komprenante unu la alian, La popoloj faros en konsento unu grandan rondon familian.       |
| Nia diligenta kolegaro en laboro paca ne laciĝos, ĝis la bela sonĝo de l’ homaro por eterna ben’ efektiviĝos.             |

| Prosaübersetzung |
| --- |
| In die Welt kam ein neues Gefühl, durch die Welt geht ein starker Ruf; mit Flügeln leichten Windes fliege er nun von Ort zu Ort.                                   |
| Nicht zum blutdürstenden Schwert zieht er die menschliche Familie; der ewig kriegführenden Welt verspricht er heilige Harmonie.                                    |
| Unter dem heiligen Zeichen der Hoffnung sammeln sich friedliche Kämpfer, und schnell wächst die Sache durch die Arbeit der Hoffenden.                              |
| Stark stehen Mauern von Jahrtausenden zwischen den getrennten Völkern; aber die widerspenstigen Schranken werden zerspringen, zerschlagen durch die heilige Liebe. |
| Auf neutralem sprachlichen Fundament, einer den anderen verstehend, werden die Völker einvernehmlich eine große Familienrunde bilden.                              |
| Unsere fleißige Kollegenschaft wird in friedlicher Arbeit nicht ermüden, bis der schöne Traum der Menschheit sich zu ewigem Segen erfüllt.                         |